# Misterton (Somerset)
Pour les articles homonymes, voir Misterton.
Misterton est une paroisse civile et un village du Somerset, en Angleterre.